# Daniele Mencarelli
Daniele Mencarelli (Roma, 26 aprile 1974) è un poeta e scrittore italiano.

## Biografia
Ha esordito in poesia nel 1997 sulla rivista clanDestino. Nel 2001 è uscita la sua prima raccolta, I Giorni condivisi, edita nei quaderni di clanDestino.
Sempre nel 2001, pubblica Bambino Gesù, Ospedale Pediatrico, Tipografie Vaticane (e in edizione ampliata nel 2010 con Nottetempo), nel quale sono affrontati i temi della malattia infantile che ha avuto modo di vedere e toccare durante l'esperienza lavorativa avuta proprio nel Bambino Gesù.
I temi della sua poetica si fondano sul rapporto con la realtà, sui grandi interrogativi dell'esistenza, sempre incarnati dentro elementi di vita feriale.
Nel 2013, con Edizioni della Meridiana, pubblica La croce è una via, poesie sulla passione di Cristo. Il testo è rappresentato da Radio Vaticana per il Venerdì santo del 2013.
Dopo aver pubblicato 6 raccolte di liriche e un racconto sul Natale, nel 2018 ha dato alle stampe il suo primo romanzo, La casa degli sguardi, accolto da ottime critiche, col quale ha vinto la prima edizione del Premio Severino Cesari, la XV edizione del Premio Volponi e il Premio John Fante opera prima, venendo trasposto al cinema con la regia di Luca Zingaretti.
Presente in varie antologie poetiche e riviste letterarie, si è occupato per molti anni di Fiction per Rai 1.
Nel 2020 pubblica per Arnoldo Mondadori Editore il romanzo Tutto chiede salvezza, finalista al Premio Strega, con cui vince il Premio Strega Giovani.
Nel 2021 pubblica, sempre per Arnoldo Mondadori Editore, il romanzo Sempre tornare, per il quale riceve il Premio San Valentino per la Letteratura e il Premio Flaiano per la narrativa.
Tra il 2022 e il 2024, dal suo libro Tutto chiede salvezza, è tratta una serie della quale Mencarelli cura la sceneggiatura.

## Opere

### Poesia
- I giorni condivisi, Forlì, La nuova agape, 2001.
- Bambino Gesù, Ospedale Pediatrico, Roma, Tipografie Vaticane, 2001 - Nuova edizione Roma, Nottetempo, 2010 ISBN 978-88-7452-224-8.
- Guardia alta, Milano, La vita Felice, 2005 ISBN 978-88-7799-169-0.
- La croce è una via (con Zingonia Zingone), Firenze, Edizioni della Meridiana, 2013 ISBN 978-88-6007-222-1.
- Figlio, Roma, Nottetempo, 2013 ISBN 978-88-7452-442-6.
- Storia d'amore, PordenoneLegge, LietoColle, 2015.
- Tempo circolare (poesie 2019-1997), Ancona, Pequod, 2019 ISBN 9788860681461.
- La croce e la via, Cinisello Balsamo, San Paolo ISBN 978-88-922-2377-6.
- Degli amanti non degli eroi, Milano, collana Lo specchio, Mondadori, ISBN 9788835730774

### Narrativa

#### Racconti
- Luci di Natale, Perugia, Graphe.it, 2014 ISBN 978-88-97010-71-5. (contiene un racconto di Grazia Deledda)
- Storia di un coltello tedesco, Cinisello Balsamo, San Paolo, 2022 ISBN 978-88-922-2924-2

#### Romanzi
- La casa degli sguardi, Milano, Mondadori, 2018, ISBN 978-88-04-68576-0.
- Tutto chiede salvezza, Milano, Mondadori, 2020, ISBN 978-88-04-72198-7.
- Sempre tornare, Milano, Mondadori, 2021, ISBN 978-88-04-74184-8.
- Fame d'aria, Milano, Mondadori, 2023, ISBN 978-88-04-76128-0.
- Brucia l'origine, collana Scrittori italiani e stranieri, Mondadori, 2024, ISBN 9788804778851.
- Adelmo che voleva essere Settimo, Mondadori, 2025, ISBN 9788835742920

## Riconoscimenti
- Premio Città di Atri 2010, per Bambino Gesù
- Premio letterario nazionale Opera prima Severino Cesari 2018, per La casa degli sguardi
- Premio Volponi 2018, per La casa degli sguardi
- Premio Cral Mondadori 2018, per La casa degli sguardi
- Premio John Fante Opera Prima 2019, per La casa degli sguardi[12]
- Premio Strega Giovani 2020, per Tutto chiede salvezza[13]
- Premio San Valentino 2022, per Sempre tornare
- Premio Flaiano per la narrativa 2022, per Sempre tornare